# Agaricus langei
Agaricus langei (F.H. Møller & Jul. Schäff.) Maire, Friesia 4: 203 (1952).

## Descrizione della specie

### Cappello
7–12 cm di diametro, semigloboso, poi espanso.
Cuticolaasciutta, coperta da larghe squame fibrillose su fondo bruno-mattone.

### Lamelle
Fitte, strette, rosa-chiaro, infine bruno-nerastre, con margine sterile, biancastro, non fioccoso.

### Gambo
7-12 × 1,5-2,5 cm, quasi cilindrico, non bulboso, cavo, bianco, presto grigio, che si macchia di rosso al tocco, liscio al di sopra dell'anello, fioccoso sotto l'anello.

### Anello
Supero, a gonnellino, liscio al di sopra, ornato da squamette brune al di sotto, non grosso ma ampio.

### Carne
Chiara, vira immediatamente al rosso al taglio.
- Odore: leggero.
- Sapore: acidulo.

### Microscopia
Sporeellissoidali, 7–9 × 3,5–5 µm, nero-brunastre in massa.
Cheilocisitidinumerosi, con parete sottile, ovati a clavati, ialini o brunastri, 20–50 × 10–30 µm. Spore print

## Habitat
Fungo saprofita, cresce gregario, nei boschi di conifere, eccezionalmente sotto latifoglie, dalla fine estate all'autunno.

## Commestibilità
Velenoso.

## Sinonimi e binomi obsoleti
- Agaricus langei var. mediofuscus (F.H. Møller) Wasser, Ukr. bot. Zh. 35(5): 516 (1978)
- Agaricus mediofuscus (F.H. Møller) Pilát, Sb. nár. Mus. Praze 7B(1): 8 (1951)
- Psalliota langei F.H. Møller, Friesia 4: 28-30 (1950) [1949-50]
- Psalliota mediofusca F.H. Møller, Friesia 4: 32 (1950) [1949-50]

## Nomi comuni
- (DE)  Grosser Waldegerling
- (EN)  Waldegerling Scaly Wood Mushroom
- (FR)  Agaric de lange